# Pièce commémorative de 1 dollar américain John Marshall
La pièce commémorative de 1 dollar américain John Marshall est une pièce non circulante émise par la Monnaie des États-Unis en 2005 et frappée par la Monnaie de Philadelphie.
Elle est autorisée par la loi 108-290 du 6 août 2004, créant une pièce commémorative pour le 250e anniversaire de la naissance de John Marshall (1755-1835), qui est président de la Cour suprême des États-Unis (Chief Justice). Elle vise également à reconnaître l'importance du pouvoir judiciaire dans le pays.

## Contexte
John Marshall est un homme d'État américain, avocat et Père fondateur qui occupe le poste de quatrième juge en chef des États-Unis de 1801 jusqu'à sa mort en 1835. Il demeure le juge en chef ayant exercé le plus longtemps et le quatrième juge ayant exercé le plus longtemps dans l'histoire de la Cour suprême des États-Unis, et il est largement considéré comme l'un des juges les plus influents à avoir jamais siégé. Avant de rejoindre la Cour, Marshall occupe brièvement les fonctions de secrétaire d'État des États-Unis sous la présidence de John Adams, ainsi que celles de représentant à la Chambre des représentants des États-Unis pour la Virginie, ce qui fait de lui l'un des rares Américains à avoir servi dans les trois branches du gouvernement fédéral des États-Unis.

## Législation
La loi publique 108-290 enjoint au Secrétaire au Trésor de frapper des pièces de 1 dollar en commémoration du juge en chef des États-Unis John Marshall. Elle est approuvée le 14 juillet 2004 par la Chambre des représentants et le 20 juillet 2004 par le Sénat. Elle est signée par le président George W. Bush le 6 août 2004.

## Dessin

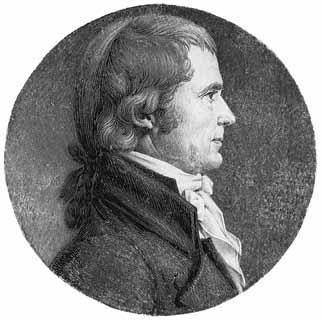
Gravure de John Marshall par Charles Balthazar Julien Févret de Saint-Memin, que John Mercanti utilise comme modèle pour l'avers.

La Monnaie des États-Unis annoncé en février 2005 les dessins de cette pièce commémorative.
Sur l'avers de la pièce, conçu et gravé par John Mercanti, on trouve le portrait de profil de John Marshall, basé sur une peinture réalisée en 1808 par le portraitiste français Charles Balthazar Julien Févret de Saint-Memin, avec des légendes faisant référence à sa période en tant que quatrième président de la Cour suprême des États-Unis, 1801-1835 et les inscriptions CHIEF JUSTICE UNITED STATES SUPREME COURT, JOHN MARSHALL, LIBERTY, IN GOD WE TRUST et la date d'émission, 2005,.
Le revers, réalisé par Donna Weaver, du programme Artistic Infusion (AIP) représente une vue intérieure de l'ancienne salle de la Cour suprême des États-Unis, au Capitole, à Washington, accompagné des inscriptions légales UNITED STATES OF AMERICA, E PLURIBUS UNUM et la valeur faciale, ONE DOLLAR,.

## Production et vente
La loi autorisant l'émission de ces pièces commémoratives prévoit un tirage maximal de 400 000 exemplaires. Elle est produite à la Monnaie de Philadelphie, tant en version brillant universel qu'en finition belle épreuve et est disponible à l'achat par le public à partir du 25 avril 2005.
Sa production s'élève à 67 096 exemplaires dans sa version brillant universel et à 196 753 pièces avec une finition belle épreuve, ce qui totalise 263 849 unités, bien en deçà du tirage maximum autorisé.
La pièce est commercialisée au prix de 35 dollars en version brillant universel et de 39 dollars en version belle épreuve, et les bénéfices de sa vente sont alloués à la Société historique de la Cour suprême (Supreme Court Historical Society),.